# Kuczów (Kalety)
Kuczów (niem. Kutschau) – dzielnica Kalet

## Historia
Przyjmuje się, że w Kuczowie w 1365 r. powstała pierwsza kuźnica nad Małą Panwią.
W 1560 roku wzmiankowana była kuźnica należąca do Kucza („na Kuznyczach u Myodka y u Kucza”), od nazwiska którego pochodzi nazwa miejscowości.
Od końca XVIII w. wieś posiadała własną pieczęć gminną, na której wizerunku przedstawiono mechaniczny młot nad kowadłem.
Administracyjnie, historycznie powiązany z Truszczycą.